# خوسيه ماوريسيو بارا
خوسيه ماوريسيو بارا (بالإسبانية: Mauricio Parra)‏ (6 فبراير 1990 بسان كريستوبال في فنزويلا - ) هو لاعب كرة قدم فنزويلي في مركز الوسط. شارك مع منتخب فنزويلا تحت 20 سنة لكرة القدم ومنتخب فنزويلا لكرة القدم. أما مع النوادي، فقد لعب مع ديبورتيفو تاشيرا وديبورتيفو لارا وLlaneros Escuela de Fútbol ‏ وAragua F.C. ‏.

## وصلات خارجية
- خوسيه ماوريسيو بارا على موقع إي إس بي إن إف سي (الإنجليزية)
- خوسيه ماوريسيو بارا على موقع قاعدة بيانات كرة القدم.إي يو (الإنجليزية)
- خوسيه ماوريسيو بارا على موقع ناشيونال فوتبول تيمز (الإنجليزية)
- خوسيه ماوريسيو بارا على موقع Soccerway.com (الإنجليزية)